# Yiminhe (köpinghuvudort i Kina, Inner Mongolia Autonomous Region, lat 48,59, long 119,77)
Yiminhe (kinesiska: 伊敏河, 伊敏河镇) är en köpinghuvudort i Kina. Den ligger i den autonoma regionen Inre Mongoliet, i den norra delen av landet, omkring 1 100 kilometer nordost om regionhuvudstaden Hohhot. Antalet invånare är 27 601. Befolkningen består av 13 219 kvinnor och 14 382 män. Barn under 15 år utgör 11,0 %, vuxna 15-64 år 81 %, och äldre över 65 år 7,0 %.
Runt Yiminhe är det glesbefolkat, med 8 invånare per kvadratkilometer. Yiminhe är det största samhället i trakten. Trakten runt Yiminhe består i huvudsak av gräsmarker.
Genomsnittlig årsnederbörd är 600 millimeter. Den regnigaste månaden är juli, med i genomsnitt 163 mm nederbörd, och den torraste är januari, med 7 mm nederbörd.